# Cele șapte minuni ale Poloniei
Cele șapte minuni ale Poloniei (poloneză Siedem cudów Polski) a fost o listă scurtă de minuni culturale situate în Polonia. Crearea listei a fost inițiată de ziarul polonez Rzeczpospolita printr-un plebiscit național care a avut loc în septembrie 2007. Rezultatele au fost publicate în luna următoare.
Inițial, au fost selectate peste 400 de monumente naționale în calitate de candidați de cititorii online ai revistei, însă în a doua rundă de selecție, un consiliu de experți a redus numărul până la 27. Cea de a treia și ultima rundă de vot public on-line a început la 31 august 2007, pentru a alege top șapte minuni. Rezultatele votului popular au fost anunțate la 21 septembrie 2007.

## Cele șapte minuni ale Poloniei
| # | Denumire                                                                          | Localizare                    | Imagine |
| - | --------------------------------------------------------------------------------- | ----------------------------- | ------- |
| 1 | Salina Wieliczka Kopalnia soli Wieliczka Loc din Patrimoniul Mondial UNESCO       | Wieliczka                     |         |
| 2 | Orașul vechi din Toruń Loc din Patrimoniul Mondial UNESCO                         | Toruń                         |         |
| 3 | Castelul Malbork Zamek w Malborku Loc din Patrimoniul Mondial UNESCO              | Malbork                       |         |
| 4 | Castelul și Catedrala Wawel Zamek Królewski na Wawelu                             | Cracovia                      |         |
| 5 | Canalul Elbląg Kanał Elbląski                                                     | Voievodatul Varmia și Mazuria |         |
| 6 | Orașul vechi din Zamość Loc din Patrimoniul Mondial UNESCO                        | Zamość                        |         |
| 7 | Piața Mare a orașului Cracovia și Orașul Vechi Loc din Patrimoniul Mondial UNESCO | Cracovia                      |         |